# Oiron

Oiron este o comună în departamentul Deux-Sèvres, Franța. În 2009 avea o populație de 957 de locuitori.